# Vindø (Hobro)
 For alternative betydninger, se Vindø. (Se også artikler, som begynder med Vindø)
Vindø er en bebyggelse på sydsiden af Mariager Fjord ved Hobro. Bebyggelsen omfatter dels nogle boliger, dels det af Randers Tegl ejede Vindø Teglværk, der producerer mursten.
|  | Denne artikel om lokaliteten Vindø (Hobro) kan blive bedre, hvis der indsættes et (bedre) billede. Du kan hjælpe ved at afsøge Wikimedia Commons for et passende billede eller lægge et op på Wikimedia Commons med en af de tilladte licenser og indsætte det i artiklen. |

56°38′21.17″N 9°49′9.12″Ø / 56.6392139°N 9.8192000°Ø